# Biografielijst Mp

## Mpa
- Mpande (1798-1872), Zoeloekoning

## Mpe
- Émile Mpenza (1978), Congolees-Belgisch voetballer
- Mbo Mpenza (1976), Congolees-Belgisch voetballer

## Mph
- Es'kia Mphahlele (1919-2008), Zuid-Afrikaans schrijver, literatuurwetenschapper, kunstactivist en humanist
- Katlego Mphela (1984), Zuid-Afrikaans voetballer

## Mpo
- Paul-José Mpoku (1992), Belgisch-Congolees voetballer

## Mpu
- Trésor Mputu (1985), Congolees voetballer